# Allolepis
Allolepis là một chi thực vật có hoa trong họ Hòa thảo (Poaceae).

## Loài
Chi Allolepis gồm các loài: